# OmniROM
 OmniROM es un sistema operativo de código abierto para teléfonos inteligentes y tabletas, basado en la plataforma móvil Android.

## Desarrollo
OmniROM se fundó como reacción a la comercialización del proyecto ROM CyanogenMod. En el lanzamiento, el proyecto proporcionó firmware personalizado basado en Android Jelly Bean, y se trasladaron a Android KitKat poco después de su lanzamiento. Su firmware KitKat incluía soporte para Galaxy Note II, Galaxy Note, Galaxy S3, Galaxy S4, Nexus 4, Nexus 5, Nexus 7 (2012), LG Optimus G, Galaxy S2, HTC One (2013), Oppo Find 5, Sony Xperia T, Acer Iconia A500, HTC Explorer y Lenovo A6000.
OmniROM ganó popularidad rápidamente durante el desarrollo de Android 4.4 KitKat.
Russell Holly de Geek.com dijo que "OmniRom es la última ROM de ajuste de Android". Una revisión posterior dijo que OmniROM es "una de las pocas compilaciones de Android centradas en la comunidad disponibles en la actualidad que se centra en admitir tantos dispositivos como sea posible mientras agrega nuevas funciones con la mayor frecuencia posible".
En junio de 2015, el proyecto comenzó a lanzar compilaciones DIARIAS basadas en Android Lollipop para Asus Transformer Pad, Asus Transformer Pad Infinity, Nexus 4, Nexus 5, Nexus 6, Nexus 7, Nexus 10, Oppo Find 7/7a, OnePlus One, Sony Xperia Z y Sony Xperia ZL.
Tomek Kondrat de XDA Developers, después de una entrevista a dos desarrolladores, dijo que OmniROM tiene una experiencia de Android distinta y pulida, con un historial de introducción de características excelentes, y dijo: "¡Innovación, transparencia, comunidad y libertad son las ideas fundamentales detrás del proyecto!"
OmniROM fue una de las primeras ROM personalizadas en proporcionar parches para la vulnerabilidad de seguridad KRACK.
En una revisión detallada del OnePlus 5T para desarrolladores XDA, Jeff McIntire concluyó que "OmniROM tiene algunas características únicas" y lo llamó "una ROM sencilla y fácil de configurar que no atascará su teléfono con bloatware".
En enero de 2018, las compilaciones de Oreo tenían un programa de actualización semanal. Williams Pelegrin de Android Authority dijo que OmniROM es una de las ROM de Android más populares disponibles y contiene poco o ningún bloatware; sin embargo, criticó la aplicación de cámara de OmniROM por tomar fotografías que están sobreexpuestas y más borrosas, particularmente en condiciones de poca luz.
OmniROM fue uno de los varios equipos de desarrollo de ROM a los que ASUS, en equipo con XDA, se unió para ayudar al desarrollo de características para el ZenFone 6.
OmniROM fue la primera ROM personalizada para OnePlus 7T.
OmniROM se basa actualmente en Android 10.
En marzo de 2020, OmniROM comenzó a ofrecer versiones que incluían MicroG.